# Lista över Vietnams statschefer
Detta är en lista över Vietnams statschefer. Efter andra världskriget kom Vietnam att delas upp i två länder, Nordvietnam och Sydvietnam, med var sin president. 1976 förenades de båda länderna och därefter finns en president.

## Presidenter iNordvietnam
| Porträtt | Namn          | Regeringstid | Levnadstid |
| -------- | ------------- | ------------ | ---------- |
|          | Hồ Chí Minh   | 1945–1969    | 1890–1969  |
|          | Tôn Đức Thắng | 1969–1976    | 1888–1980  |

## Presidenter iSydvietnam
| Porträtt | Namn             | Regeringstid | Levnadstid |
| -------- | ---------------- | ------------ | ---------- |
|          | Bảo Đại          | 1949–1955    | 1913–1997  |
|          | Ngô Đình Diệm    | 1955–1963    | 1901–1963  |
|          | Dương Văn Minh   | 1963–1964    | 1916–2001  |
|          | Nguyễn Khánh     | 1964         | 1927–2013  |
|          | Dương Văn Minh   | 1964         | 1916–2001  |
|          | Phan Khắc Sửu    | 1964–1965    | 1905–1970  |
|          | Nguyễn Văn Thiệu | 1965–1975    | 1923–2001  |
|          | Trần Văn Hương   | 1975         | 1902–1982  |
|          | Dương Văn Minh   | 1975         | 1916–2001  |

## Presidenter, statschefer förVietnam
| Porträtt | Namn                | Regeringstid    | Levnadstid |
| -------- | ------------------- | --------------- | ---------- |
|          | Tôn Đức Thắng       | 1976–1980       | 1888–1980  |
|          | Nguyễn Hữu Thọ      | 1980–1981 (tf.) | 1910–1996  |
|          | Trường Chinh        | 1981–1987       | 1907–1988  |
|          | Võ Chí Công         | 1987–1992       | 1912–2011  |
|          | Lê Đức Anh          | 1992–1997       | 1920–2019  |
|          | Trần Đức Lương      | 1997–2006       | 1936–2025  |
|          | Nguyễn Minh Triết   | 2006–2011       | 1942–      |
|          | Trương Tấn Sang     | 2011–2016       | 1949–      |
|          | Trần Đại Quang      | 2016–2018       | 1956–2018  |
|          | Đặng Thị Ngọc Thịnh | 2018 (tf.)      | 1959–      |
|          | Nguyễn Phú Trọng    | 2018–2021       | 1944–2024  |
|          | Nguyễn Xuân Phúc    | 2021–2023       | 1954–      |
|          | Võ Thị Ánh Xuân     | 2023 (tf.)      | 1970–      |
|          | Võ Văn Thưởng       | 2023–2024       | 1970–      |
|          | Võ Thị Ánh Xuân     | 2024 (tf.)      | 1970–      |
|          | Tô Lâm              | 2024            | 1957–      |
|          | Lương Cường         | 2024–           | 1957–      |